# Remo nos Jogos Pan-Americanos de 2019 - Skiff simples feminino
A competição do skiff simples feminino foi um dos eventos do remo nos Jogos Pan-Americanos de 2019. Foi disputada no Albufera Medio Mundo, em Huacho, nos dias 7 e 9 de agosto.

## Calendário
Horário local (UTC-5).
| Data        | Horário | Fase          |
| ----------- | ------- | ------------- |
| 7 de agosto | 9:10    | Eliminatórias |
| 7 de agosto | 16:00   | Repescagem    |
| 9 de agosto | 10:00   | Final A       |

## Medalhistas
| Ouro   | CAN Jessica Sevick |
| Prata  | TTO Felice Chow    |
| Bronze | CHI Soraya Jadue   |

## Resultados

### Eliminatórias
Bateria 1
| Pos. | Remador             | Nacionalidade      | Tempo   | Notas |
| ---- | ------------------- | ------------------ | ------- | ----- |
| 1    | Jenifer Forbes      | USA Estados Unidos | 7:57.40 | FA    |
| 2    | Soraya Jadue        | CHI Chile          | 7:57.60 | FA    |
| 3    | Veronica Toro       | PUR Porto Rico     | 8:04.50 | R     |
| 4    | Milena Viana        | BRA Brasil         | 8:11.29 | R     |
| 5    | Kristen del Rosário | ECU Equador        | 8:40.12 | R     |

Bateria 2
| Pos. | Remador           | Nacionalidade         | Tempo   | Notas |
| ---- | ----------------- | --------------------- | ------- | ----- |
| 1    | Jessica Sevick    | CAN Canadá            | 7:44.33 | FA    |
| 2    | Felice Chow       | TTO Trinidad e Tobago | 7:48.79 | FA    |
| 3    | Yudeisy Rodríguez | CUB Cuba              | 7:56.93 | R     |
| 4    | Alejandra Alonso  | PAR Paraguai          | 8:12.00 | R     |

### Repescagem
Repescagem
| Pos. | Remador             | Nacionalidade  | Tempo   | Notas |
| ---- | ------------------- | -------------- | ------- | ----- |
| 1    | Veronica Toro       | PUR Porto Rico | 7:47.39 | FA    |
| 2    | Yudeisy Rodríguez   | CUB Cuba       | 7:47.48 | FA    |
| 3    | Alejandra Alonso    | PAR Paraguai   | 7:48.10 | FB    |
| 4    | Milena Viana        | BRA Brasil     | 8:01.09 | FB    |
| 5    | Kristen del Rosário | ECU Equador    | 8:40.29 | FB    |

### Final
Final B
| Pos. | Remador             | Nacionalidade | Tempo   | Notas |
| ---- | ------------------- | ------------- | ------- | ----- |
| 7    | Alejandra Alonso    | PAR Paraguai  | 8:03.14 |       |
| 8    | Milena Viana        | BRA Brasil    | 8:04.22 |       |
| 9    | Kristen del Rosário | ECU Equador   | 8:30.64 |       |

Final A
| Pos.              | Remador           | Nacionalidade         | Tempo   | Notas |
| ----------------- | ----------------- | --------------------- | ------- | ----- |
| Medalha de ouro   | Jessica Sevick    | CAN Canadá            | 7:44.51 |       |
| Medalha de prata  | Felice Chow       | TTO Trinidad e Tobago | 7:46.53 |       |
| Medalha de bronze | Soraya Jadue      | CHI Chile             | 7:49.89 |       |
| 4                 | Yudeisy Rodríguez | CUB Cuba              | 7:52.05 |       |
| 5                 | Jenifer Forbes    | USA Estados Unidos    | 7:52.75 |       |
| 6                 | Veronica Toro     | PUR Porto Rico        | 7:54.33 |       |